# Humbert-Fink-Literaturpreis
Der Humbert-Fink-Literaturpreis ist ein seit 2014 vergebener Literaturpreis der Stadtgemeinde Klagenfurt am Wörthersee.

## Preis
Der nach Humbert Fink benannte Literaturpreis wird alle zwei Jahre vergeben und ist mit 12.000 Euro dotiert.

## Preisträger
- 2014 Antonio Fian
- 2016 Engelbert Obernosterer
- 2018 Gustav Januš
- 2020 Anna Baar[1]
- 2022 Axel Karner[2]
- 2024 Cvetka Lipuš[3]